# 曹洪欣
曹洪欣（1958年2月10日—），男，中国中医专家，医学博士，教授，中国中医科学院首席研究员，中国中医科学院学位委员会主席兼研究生院院长。

## 生平
2003年3月至2011年1月任中国中医科学院院长。兼任中华中医药学会副会长；中国中西医结合学会副会长；中国保健协会副理事长；国家药典委员会执行委员；世界卫生组织传统医学（临床与信息）合作中心主任。

## 学术成就
近30年来始终工作在中医药科研、医疗、教学与管理第一线，主要从事中医基础理论传承与创新，中医药治疗心血管疾病研究，与中医药发展战略等研究。提出了病毒性心肌炎“大气下陷”病机学说，创立“益气升陷法”，治疗病毒性心肌炎总显效率为76.1%。
先后主持国家重大科技专项－综合性中药新药研究开发技术大平台、国家973、863、国家科技支撑计划与国家自然科学基金重点项目等国家级科研课题16项。作为第一完成人获国家科技进步二等奖2项、国家级教学成果二等奖1项，省部级一等奖2项、二等奖4项。作为第二完成人获国家技术发明二等奖1项、省部级一等奖1项。获发明专利1项，国家新药临床研究批件1项，发表学术论文290余篇，主编学术著作30余部。
作为国家中医药管理局重点学科中医基础理论学术带头人，主编普通高等教育“十五”“十一五”国家级规划教材（七年制）《中医基础理论》。
先后培养博士研究生33名，硕士研究生49名，指导博士后20名。长期坚持临床实践，已诊治患者20余万人次，积累了完整的诊疗资料。

## 奖项和荣誉
2009年获何梁何利科学与技术进步奖，成为继唐由之、王永炎、石学敏、陈可冀、张伯礼之后中共中医药界第六位获奖者。
被俄罗斯外交部授予国际合作发展奖、俄罗斯自然疗法学会授予盖伦奖章，意大利中医学协会授予希波克拉底国际合作奖。
被评为国家、卫生部、黑龙江省有突出贡献中青年专家，国家百千万人才培养工程一、二层次人选，国家非物质文化遗产项目（中医生命与疾病认知方法）代表性传承人，享受国务院特殊津贴。